# Општина Магерани (Муреш)
Магерани (рум. Măgherani) општина је у Румунији у округу Муреш.
Oпштина се налази на надморској висини од 451 m.